# Louis Aronsohn

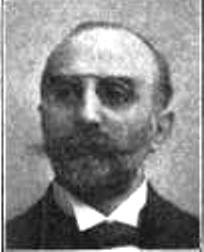
Louis Aronsohn

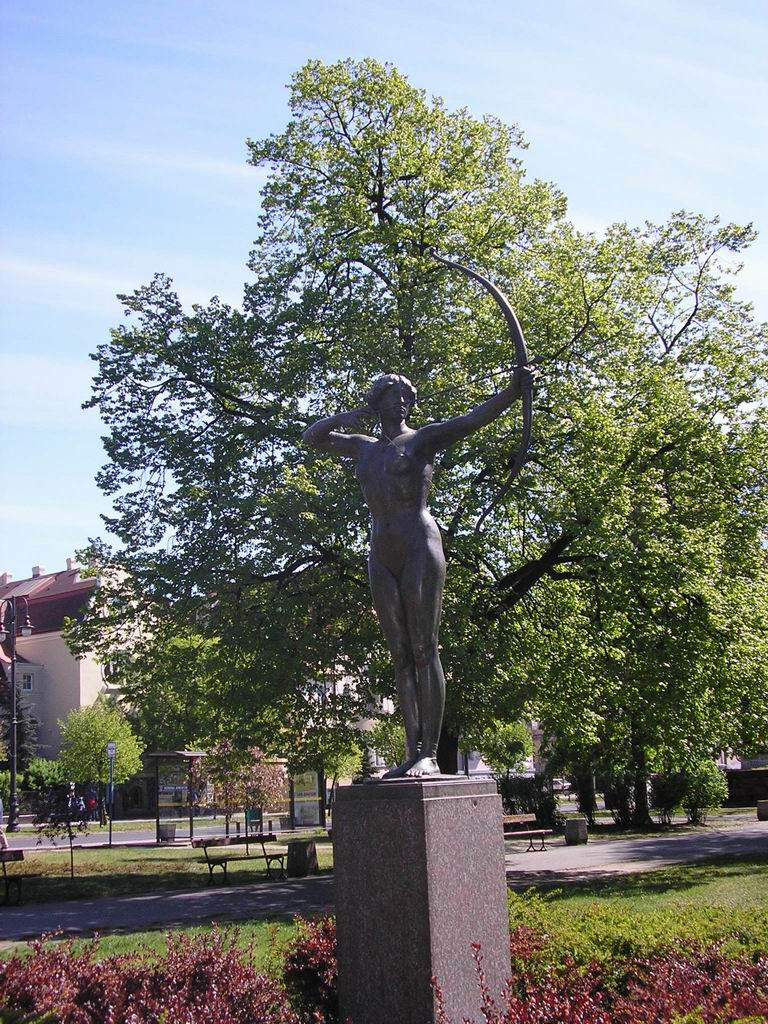
Die Statue der Bogenspannerin in Bromberg.

Louis Aronsohn (* 18. Oktober 1850 in Wissek; † 11. Mai 1928 in Berlin) war Bankier und liberaler Politiker.

## Leben
Aronsohn stammte aus einem jüdischen Elternhaus. Nach der Volks- und der Handelsschule arbeitete er in einer Bank und machte sich später als Bankier selbständig. Außerdem war er Rittergutsbesitzer und Aufsichtsratsmitglied zahlreicher Industrieunternehmen im östlichen Deutschland. Aronsohn war zunächst Vizepräsident und später Präsident der Handelskammer in Bromberg. In Bromberg war er auch unbesoldeter Stadtrat. Aus Anerkennung für seine Leistungen wurde er zum Geheimen Kommerzienrat ernannt. Ab 1875 leitete er auch die jüdische Gemeinde in Bromberg. 1910 stiftete er die Statue der Bogenspannerin, eines der Wahrzeichen Brombergs, die von Ferdinand Lepcke erschaffen wurde.
Er war Mitglied im Provinziallandtag der Provinz Posen und dem Provinzialausschuss. Zwischen 1903 und 1918 war er Mitglied des preußischen Abgeordnetenhauses für die Freisinnige Volkspartei später für die Fortschrittliche Volkspartei. Als Abgeordneter vertrat er den Wahlkreis Bromberg 2 (Wirsitz – Stadt- und Landkreis Bromberg). Im Parlament war er als Vorsitzender der Rechnungskommission eine einflussreiche Persönlichkeit. Zudem engagierte er sich durch zahlreiche Anträge im Abgeordnetenhaus für eine Modernisierung des Preußischen Dreiklassenwahlrechts.
Gegenüber der polnischen Minderheit vertrat Aronsohn eine teilweise widersprüchliche Haltung.
Während des Ersten Weltkrieges war er finanztechnischer Berater für das besetzte Russisch-Polen. Nach der Novemberrevolution war Aronsohn für die DDP Mitglied der verfassungsgebenden preußischen Landesversammlung. Er war Mitglied der Stargarder Freimaurerloge Augusta zur Unsterblichkeit.
Ab 1918 war er Ehrenbürger der Stadt Bromberg.